# Anagami
Een Anagami (Pali: 'niet terugkeerder') is een heilig persoon in het boeddhisme. Het Anagami-schap is de derde graad van verlichting. Indien een Anagami overlijdt wordt hij als een zeer hoog goddelijk wezen wedergeboren, in een van de hemels van de Zuivere Verblijven. In deze hemels worden alleen Anagamis wedergeboren, en hier bereikt de Anagami het Arahant-schap.
De Anagami is vrij van de eerste vijf van de tien ketens. Het pad dat leidt tot het bereiken van het Anagami-schap staat alleen open voor Sakadagamis (de tweede graad van heiligheid). Als een Sakadagami het Anagami-schap behaalt vallen de vierde en de vijfde keten compleet weg en is het niet meer mogelijk dat hij begeerte en boosheid ervaart.